# エルソン・ホーイ
エルソン・クインシー・ホーイ（オランダ語: Elson Quincy Hooi、1991年10月1日 - ）は、キュラソーのサッカー選手。キュラソー代表。ポジションはFW。

## クラブ歴
CVVインテル・ウィレムスタットからNACブレダに移籍し、NACブレダで2012年に選手となった。2015年にはヴィボーFF、2016年にFCフォレンダムにレンタル移籍。
2016-17シーズンはエルミス・アラディプ、ヴェンシュセルFFに在籍し、2017-18シーズンにADOデン・ハーグに移籍。

## 代表歴
2015年6月5日のトリニダード・トバゴ代表との親善試合でA代表初出場。2017年6月25日のカリビアンカップ2017決勝、ジャマイカ代表戦で2点をあげ代表初得点、キュラソー代表の同大会初制覇に大きく貢献した。

## 個人成績
2019年6月5日現在
代表での得点一覧
| No. | 日附           | 場所                   | 対戦相手     | 得点 | 結果 | 大会                                   |
| --- | -------------- | ---------------------- | ------------ | ---- | ---- | -------------------------------------- |
| 1   | 2017年6月25日  | フォール＝ド＝フランス | ジャマイカ   | 1–0  | 2–1  | カリビアンカップ2017                   |
| 2   | 2017年6月25日  | フォール＝ド＝フランス | ジャマイカ   | 2–1  | 2–1  | カリビアンカップ2017                   |
| 3   | 2017年10月10日 | ドーハ                 | カタール     | 1-2  | 1-2  | 親善試合                               |
| 4   | 2018年9月10日  | ウィレムスタット       | グレナダ     | 1–0  | 10–0 | 2019 CONCACAFネーションズリーグ (予選) |
| 5   | 2018年11月19日 | ウィレムスタット       | グアドループ | 2–0  | 2–1  | 2019 CONCACAFネーションズリーグ (予選) |
| 6   | 2018年11月19日 | ウィレムスタット       | グアドループ | 5–0  | 2–1  | 2019 CONCACAFネーションズリーグ (予選) |
| 7   | 2019年6月5日   | ブリーラム             | インド       | 2-0  | 3-1  | キングスカップ2019                     |

## タイトル

### クラブ
ヴィボーFF
- デンマーク・ファーストディビジョン: 2014–15

### 代表
キュラソー
- カリビアンカップ: 2017
- キングスカップ: 2019